# Tlaltempanapa
Tlaltempanapa är en ort i Mexiko.   Den ligger i kommunen Zitlala och delstaten Guerrero, i den sydöstra delen av landet, 190 km söder om huvudstaden Mexico City. Tlaltempanapa ligger 1 400 meter över havet och antalet invånare är 1 517.
Terrängen runt Tlaltempanapa är bergig norrut, men söderut är den kuperad. Runt Tlaltempanapa är det ganska glesbefolkat, med 40 invånare per kvadratkilometer. Närmaste större samhälle är Chilapa de Alvarez, 15,7 km söder om Tlaltempanapa. I omgivningarna runt Tlaltempanapa växer huvudsakligen savannskog.